# جيل ليفنبرغ
جيل ليفنبرغ (بالإنجليزية: Jill Levenberg)‏ (مواليد 20 سبتمبر 1977)، هي مُمثلة جنوب أفريقية.

## روابط خارجية
جيل ليفنبرغ على موقع IMDb (الإنجليزية)